# Lagos Soda
Los lagos Soda (en inglés: Soda Lakes) son dos lagos situados al noroeste de Fallon, en el estado de Nevada al oeste de Estados Unidos. Ocupan una superficie de dos volcanes basálticas que pudieron haber estallado en los últimos 1500 años según datos de 2012. El lago más grande (llamado Lago Soda también) es un tanto alargado,  se extiende de 2 kilómetros (1.2 millas) de longitud, mientras que el más pequeño (Lago Soda Pequeño) es 200 metros (660 pies) de ancho.